# Liquor (canção de Chris Brown)
"Liquor" é uma música do cantor americano Chris Brown, presente em seu sétimo álbum de estúdio Royalty. Foi lançado como o 1º single do álbum em 26 de junho de 2015, pela gravadora RCA Records.
A canção foi escrita por Chris Brown junto com os compositores Tone Stith, Jordan Evan, Matthew Samuels e Omega Shelton. E foi produzida por Stith e The Aquarius. "Liquor" é uma canção  de R&B alternativo slow jam, com uma temática lírica onde o personagem principal é secretamente drogado por uma mulher, e passa a ser seduzido por ela. O single foi certificado Platina pela Recording Industry Association of America (RIAA) pela venda de um milhão de cópias nos Estados unidos

## Vídeo musical
Em 7 de agosto de 2015, algumas imagens da gravação do videoclipe de "Liquor" foram vazadas online. De acordo com Hollywood Life, o vídeo “foi filmado por dois dias em Los Angeles”. Em 27 de agosto de 2015, Brown lançou um teaser de "Liquor" em sua conta do Instagram. O videoclipe estreou em 22 de setembro de 2015 e apresenta o enredo de "Liquor" e do single seguinte "Zero" em um único videoclipe, com duração total de 9 minutos e 29 segundos.
O videoclipe de "Liquor/Zero" foi dirigido por Chris Brown.

## Paradas
| Chart (2015)                                       | Peak position |
| -------------------------------------------------- | ------------- |
| Reino Unido (UK Singles Chart)                     | 82            |
| Reino Unido (OCC UK R&B)                           | 19            |
| Estados Unidos (Billboard Hot 100)                 | 60            |
| Estados Unidos (Billboard R&B/Hip-Hop Songs)       | 14            |
| Estados Unidos (Billboard Hot R&B/Hip-Hop Airplay) | 3             |
| Estados Unidos (Billboard Rhythmic)                | 22            |

## Certificações
| Região                | Certificação | Quantidade |
| --------------------- | ------------ | ---------- |
| Estados Unidos (RIAA) | Platina      | 1,000,000  |